# Amphinemura nigritta
Amphinemura nigritta is een steenvlieg uit de familie beeksteenvliegen (Nemouridae). De wetenschappelijke naam van de soort is voor het eerst geldig gepubliceerd in 1876 door Provancher.